# Saksenaea
Saksenaea — рід грибів родини Saksenaeaceae. Назва вперше опублікована 1953 року.

## Класифікація
Згідно з базою MycoBank до роду Saksenaea відносять 5 офіційно визнаних видів